# دايركت أكشن (فلم)
دايركت أكشن (بالإنجليزية: Direct Action) هو فيلم أكشن تم إنتاجه في الولايات المتحدة وكندا وصدر سنة 2004 بطولة دولف لندجرين.

## القصة
فرانك غانون شرطي مخضرم، يطارده زملاؤه من ضباط الشرطة بعد أن علموا أنه خان حقوق الإخوان وتعرضوا للفساد على نطاق واسع لشرطة لوس أنجلوس. لديه يوم واحد على اليسار لإثبات قضيته والبقاء على قيد الحياة.

## روابط خارجية
- مقالات تستعمل روابط فنية بلا صلة مع ويكي بيانات